# Apocephalus annulatus
Apocephalus annulatus är en tvåvingeart som beskrevs av Brown 2000. Apocephalus annulatus ingår i släktet Apocephalus och familjen puckelflugor. Inga underarter finns listade i Catalogue of Life.